# Salah Farzit
Salah Farzit (arabe : صالح الفرزيط), né le 1er juin 1953, est un chanteur et compositeur tunisien du genre mezoued,, actif depuis les années 1970.
Il est considéré comme l'un des rénovateurs de cette musique populaire tunisienne, qu'il a modernisée tout en conservant son authenticité. Son nom est fréquemment associé à une forme de résistance culturelle, dans un contexte où le mezoued a longtemps été marginalisé par les institutions officielles,.

## Biographie

### Carrière
Salah Farzit fait partie des figures dominantes du mezoued, aux côtés de Samir Loussif et Faouzi Ben Gamra. Il contribue à faire émerger cette musique populaire dans l'espace médiatique, malgré la marginalisation dont elle faisait l'objet, notamment à la radio et dans les festivals officiels.
Le documentaire intitulé Art du Mezoued : chute d'un art marginal dans l'oubli met en lumière cette mise à l'écart des institutions, tout en soulignant le rôle de Farzit dans sa préservation et son évolution.

#### Innovations musicales
Dans une interview accordée à Diwan FM, Salah Farzit affirme avoir été le premier à introduire des instruments électroniques et occidentaux dans le mezoued. Cette approche a permis à son œuvre de toucher un public plus jeune et plus large, tout en préservant l'essence traditionnelle du style.
Le média Raseef22 qualifie cette évolution de « modernité sonore », notant que ses chansons dépassent désormais les cercles restreints des cafés et fêtes populaires pour atteindre des espaces plus institutionnalisés.

#### Reconnaissance tardive
Malgré sa popularité, Salah Farzit a longtemps été ignoré par les institutions culturelles tunisiennes. Le média Nawaat le décrit comme un artiste « que l'on ne connaît pas » dans les cercles officiels, bien qu'il soit omniprésent dans la vie culturelle quotidienne des Tunisiens.
Sa participation au Festival international d'Hammamet en 2022 marque une rare reconnaissance officielle, saluée par la presse et le public.

### Santé et soutien populaire
En février 2024, Salah Farzit est hospitalisé après un malaise. La ministre tunisienne de la Culture intervient pour organiser son transfert dans une clinique privée, illustrant la reconnaissance croissante de l'artiste par les autorités.

## Discographie
Ses chansons, diffusées sur des plateformes comme Qobuz, mélangent mezoued, rythmes orientaux et touches électroniques. Parmi ses œuvres notables, on compte :
- Irdha Alina Ya Lommima (1976) ;
- Migouda (2005) ;
- Janna Ouitrafek Nar (2016) ;
- Ya Masaherni el Leil (2016)[10].

La chanson Irdha Alina Ya Lommima (أرضى علينا يا لمّيمة) est l'une des œuvres les plus emblématiques de Salah Farzit. Elle est créée en 1976 dans la prison tunisienne où l'artiste est incarcéré après avoir protesté contre les abus d'un officier. Farzit y exprime son mal-être et revendique ses droits civiques, dans un contexte où la loi tunisienne prive les anciens détenus de toute réhabilitation sociale.
Farzit chante cette œuvre dans le style Zindali, un genre musical tunisien né en détention, caractérisé par une expression brute de la souffrance à travers des paroles poétiques et des mélodies spontanées. Cette chanson marque la société tunisienne à tel point qu'elle est interdite en 1977, lorsque Farzit refuse de chanter un hymne en l'honneur du président Habib Bourguiba et de son épouse lors d'un programme radiophonique officiel. Cet acte de résistance vaut à l'artiste une interdiction de diffusion.